# Hazel Rowley
Hazel Joan Rowley (* 16. November 1951 in London, England; † 1. März 2011 in New York City) war eine australische Sachbuchautorin und Biographin.

## Leben
Die Familie von Hazel Joan Rowley wanderte nach Australien aus, als sie etwa acht Jahre alt war. Sie wuchs in Adelaide auf. Später studierte sie an der University of Adelaide, wo sie mit Auszeichnung in Französisch und Deutsch abschloss. Sie promovierte in Französisch, wobei sie sich mit Simone de Beauvoir beschäftigte, welche sie in den 1970er Jahren auch persönlich interviewte. Noch bevor sie in die Vereinigten Staaten auswanderte, unterrichtete sie eine Zeit lang Literatur an der Deakin University in Melbourne. Bekanntheit erlangte sie später mit vier von ihr geschriebenen Biografien. So schrieb sie über die australische Schriftstellerin Christina Stead, den US-amerikanischen Schriftsteller Richard Wright und über die Ehen von Simone de Beauvoir und Jean-Paul Sartre, sowie von Eleanor und Franklin D. Roosevelt. Ihr berühmtestes Buch Tête-à-tête: The Lives and Loves of Simone de Beauvoir & Jean-Paul Sartre wurde 2007 unter dem Titel Tête-à-tête : Leben und Lieben von Simone de Beauvoir und Jean-Paul Sartre vom Parthas Verlag in deutscher Sprache veröffentlicht.
Im Februar 2011 erlitt Rowley eine Intrazerebralen Blutung, an deren Folgen sie am 1. März 2011 im Alter von 59 Jahren verstarb.

## Werke
- Christina Stead: A Biography (1994)
- Richard Wright: The Life and Times (2001)
- Tête-à-tête: The Lives and Loves of Simone de Beauvoir & Jean-Paul Sartre (2005)
  - Tête-à-tête: Leben und Lieben von Simone de Beauvoir und Jean-Paul Sartre, Parthas Verlag (2007), 509 Seiten, ISBN 978-3-86601-667-5
- Franklin & Eleanor: An Extraordinary Marriage (2011)